# Elisabeth von Meißen
Elisabeth von Meißen (* 22. November 1329 auf der Wartburg; † 21. April 1375) war eine Prinzessin aus dem Hause Wettin und durch Heirat Burggräfin von Nürnberg.

## Leben

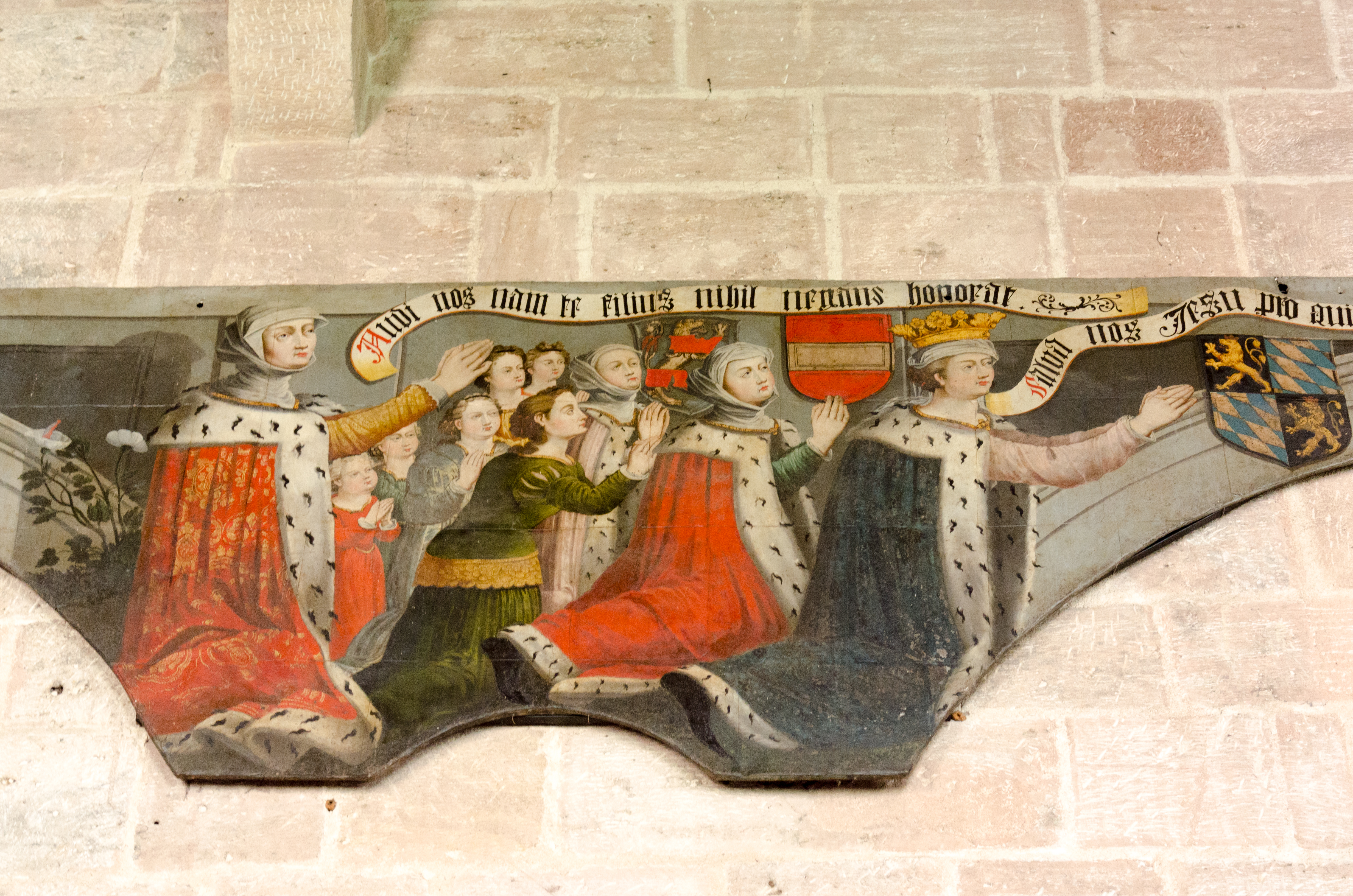
Elisabeth von Meißen (links) mit ihren Töchtern, Predella-Gemälde im Münster des Klosters Heilsbronn

Elisabeth war eine Tochter Friedrichs II., Landgraf von Thüringen und Markgraf von Meißen, und Mathildes (* 1309/13; † 2. Juli 1346), einer Tochter Kaiser Ludwigs des Bayern.
Sie heiratete am 7. September 1350 in Jena den Nürnberger Burggrafen Friedrich V., aus deren Ehe acht Kinder hervorgingen:
- Beatrix (1355–1414), Gattin des Herzogs Albrecht III. von Österreich
- Elisabeth (1358–1411), Gattin König Ruprechts
- Agnes, (* 1366; † 22. Mai 1432), Klarissenkloster in Hof (1376–1386), heiratete 1386 in Konstanz den Freiherrn Friedrich von Daber († 15. Juli 1410), Frauenkloster in Hof (1406–1432), 1411–1432 Äbtissin
- Margaret (1367–1406), Gattin von Hermann II. von Hessen
- Johann III., Burggraf (1369–1420)
- Friedrich VI. (1371–1440), Burggraf, als Friedrich I. erster Kurfürst von Brandenburg aus dem Haus Hohenzollern
- Anna (1375–1392)
- Katharina (1375–1409), Äbtissin des Klarissenklosters in Hof

Elisabeth von Meißen starb 1375 im Alter von 45 Jahren und wurde im Kloster Heilsbronn beigesetzt. Im dortigen Münster befindet sich ein Votivbild in Form von zwei Predellen, das ihre Familie kniend darstellt. Es handelt sich um eine auf Metall gemalte Kopie aus dem Jahr 1711, die nach einem zeitgenössischen Freskogemälde gefertigt wurde. Ein Bild zeigt Friedrich V. mit den Söhnen, das andere Elisabeth von Meißen (links im roten Mantel) mit ihren Töchtern. Dabei sind die verheirateten Töchter mit den Wappen ihrer Ehemänner und Elisabeth von Hohenzollern-Nürnberg (rechts) als Königin zudem mit einer Krone abgebildet.